# 다리우스 페르디난드
버러녀이 페테르(헝가리어: Baranyai Péter, 1988년 3월 14일 ~ )는 예명 다리우스 페르니난드(Darius Ferdynand)로 잘 알려진 헝가리의 포르노 배우이다.

## 약력
2011년부터 게이 포르노 업계에서 활동하기 시작했다. 유로크림, Blakemason.com과 같은 유럽 스튜디오에서 일하다가 미국으로 건너가 Men.com, 팔콘 스튜디오, 루커스 엔터테인먼트, CockyBoys 등의 스튜디오에서 활동했다.

## 수상 및 후보
| 연도 | 상                 | 부문                      | 작품                             | 결과 |
| ---- | ------------------ | ------------------------- | -------------------------------- | ---- |
| 2014 | 그래비상           | 최우수 그룹 섹스신        | Plays Together (2013)            | 후보 |
| 2014 | 그래비상           | 최우수 바텀               | –                                | 후보 |
| 2014 | 그래비상           | 최우수 성기               | –                                | 후보 |
| 2015 | 프라울러 폰 어워즈 | 최우수 영국의 바텀        | –                                | 수상 |
| 2016 | 그래비상           | 최우수 영국의 바텀        | –                                | 후보 |
| 2016 | 그래비상           | 최우수 영국의 신          | Homewreckrz (2015)               | 후보 |
| 2016 | 그래비상           | 최우수 영국의 포르노 스타 | –                                | 후보 |
| 2017 | 그래비상           | 최우수 영국의 바텀        | –                                | 후보 |
| 2018 | GayVN              | 최우수 그룹 섹스신        | Sense 8: A Gay XXX Parody (2016) | 후보 |